# 오클라호마시티 코메츠
오클라호마시티 코메츠(Oklahoma City Comets)는 퍼시픽 코스트 리그(PCL) 소속 마이너 리그 베이스볼 팀이자 로스앤젤레스 다저스의 트리플 A 계열팀이다. 이들은 오클라호마시티에 위치하고 있으며, 홈 경기는 1998년 시내 브릭타운 지구에 개장한 치카소 브릭타운 볼파크에서 치른다.
이 팀은 원래 1962년부터 1997년까지 오클라호마시티 89ers로 알려져 있었고 올 스포츠 스타디움에서 경기를 치렀다. 89ers는 1962년 트리플 A 아메리칸 어소시에이션(AA)에서 경쟁했으며, 1963년부터 1968년까지 퍼시픽 코스트 리그로 이동했다가 1969년부터 1997년까지 AA로 돌아왔다. 아메리칸 어소시에이션이 해체된 후, 89ers는 1998년에 PCL에 다시 합류했으며, 트리플 A 웨스트로 알려졌던 2021 시즌을 포함하여 그 이후로 계속해서 리그의 일원이다. 이 팀은 1998년부터 2008년까지 오클라호마 레드호크스로, 2009년부터 2014년까지 오클라호마시티 레드호크스로 이름을 변경했다. 2015년에 로스앤젤레스 다저스와 제휴하며 오클라호마시티 다저스로 이름을 바꿨다. 이 팀은 2024년 시즌 동안 일시적으로 오클라호마시티 베이스볼 클럽으로 불리다가 2025년에 코메츠가 되었다.
오클라호마시티는 5번의 리그 챔피언십에서 우승했다. 89ers는 휴스턴 콜트 .45s/애스트로스의 트리플 A 계열팀으로 1963년과 1965년에 PCL 챔피언십에서 우승했다. 그 후 텍사스 레인저스와 함께 1992년과 1996년에 아메리칸 어소시에이션 챔피언십에서 우승했다. 오클라호마시티는 2023년에 로스앤젤레스 다저스의 계열팀으로 세 번째 PCL 챔피언십에서 우승했다.

## 역사

### 오클라호마시티 메츠와 인디언스 (1904–1957)
오클라호마시티는 1904년 메트로폴리탄(메츠)이 도시 최초의 팀으로 창단된 이래로 몇 년을 제외하고는 전문 야구의 본거지였다. 오클라호마시티의 팀과 이름은 그 이후로 여러 번 변경되었다. 이 팀은 1909년에 인디언스로 알려졌다가 1910년에 원래 메츠 이름으로 돌아왔고 1911년에 다시 인디언스 이름으로 변경되었다. 오클라호마시티는 1912년에 세너터스의 본거지였다. 1년 동안 야구팀이 없었던 후, 오클라호마시티 팀은 1914년에 부스터스가 되었다. 세너터스 이름은 1915년부터 1916년까지 돌아왔지만, 부스터스 이름은 1917년에 다시 돌아왔다. 오클라호마시티 인디언스 이름은 1918년에 돌아왔고 팀 이름은 1957년까지 유지되었다 (이 팀은 제2차 세계 대전 중에는 경쟁하지 않았다).

### 오클라호마시티 89ers (1962–1997)
오클라호마시티의 현재 야구 프랜차이즈는 4년간 이 지역에 전문 야구가 없었던 후 1962년에 오클라호마시티 89ers로 경쟁하기 시작했다. 이 프랜차이즈의 원래 이름은 오클라호마시티 창립의 원인이 된 1889년 토지 점유를 언급했다.

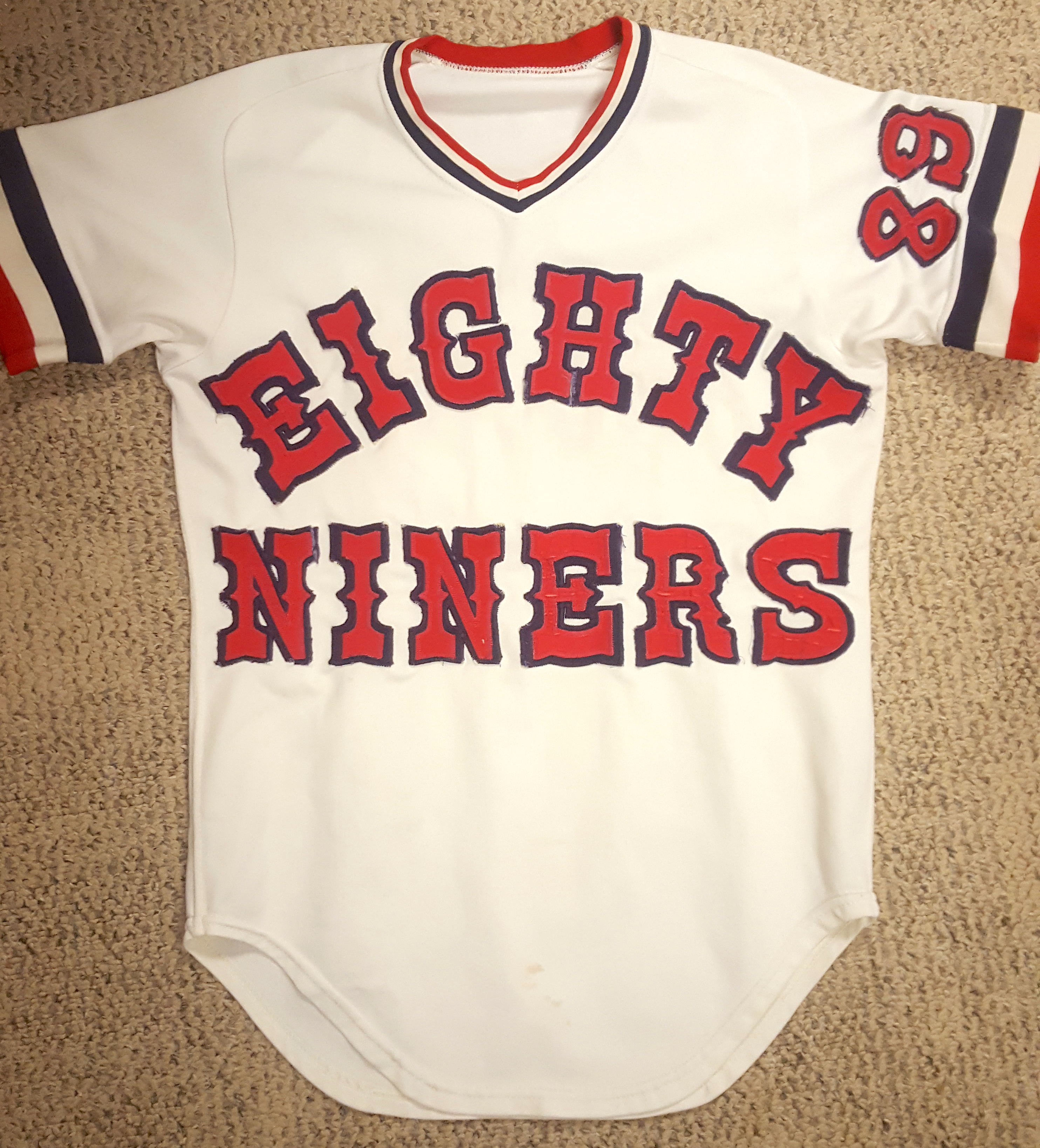
1975년 오클라호마시티 89ers 경기 착용 홈 저지

아메리칸 어소시에이션의 휴스턴 버펄로스가 내셔널 리그의 휴스턴 콜트 .45s (이후 휴스턴 애스트로스)에 의해 지역 권리를 위해 매각된 후, 빅 리그 클럽은 버프스를 다른 곳으로 옮기기로 결정했다. 1961년 7월, 당시 버프스의 야구 단장이었던 스펙 리처드슨은 오클라호마시티 관계자 및 후원자들과 만나 팀을 옮기기로 합의했다. 아메리칸 어소시에이션 이사회의 만장일치 승인 후, 현재의 프랜차이즈는 1962년에 휴스턴 콜트 .45s의 최고 계열팀으로 경기를 시작했다. 89ers는 1963년과 1965년에 PCL 챔피언십에서 우승했다.
애스트로스는 1970년 11월 털사 사업가 P. C. 딕슨에게 팀을 매각했다. 이 프랜차이즈는 1973년부터 1975년까지 클리블랜드와, 1976년부터 1982년까지 필라델피아 필리스와 제휴했다.
텍사스 레인저스는 1983년에 모구단이 되었다. 89ers는 레인저스의 계열팀으로 1992년과 1996년에 아메리칸 어소시에이션 챔피언십에서 우승했다.

### 오클라호마 및 오클라호마시티 레드호크스 (1998–2014)

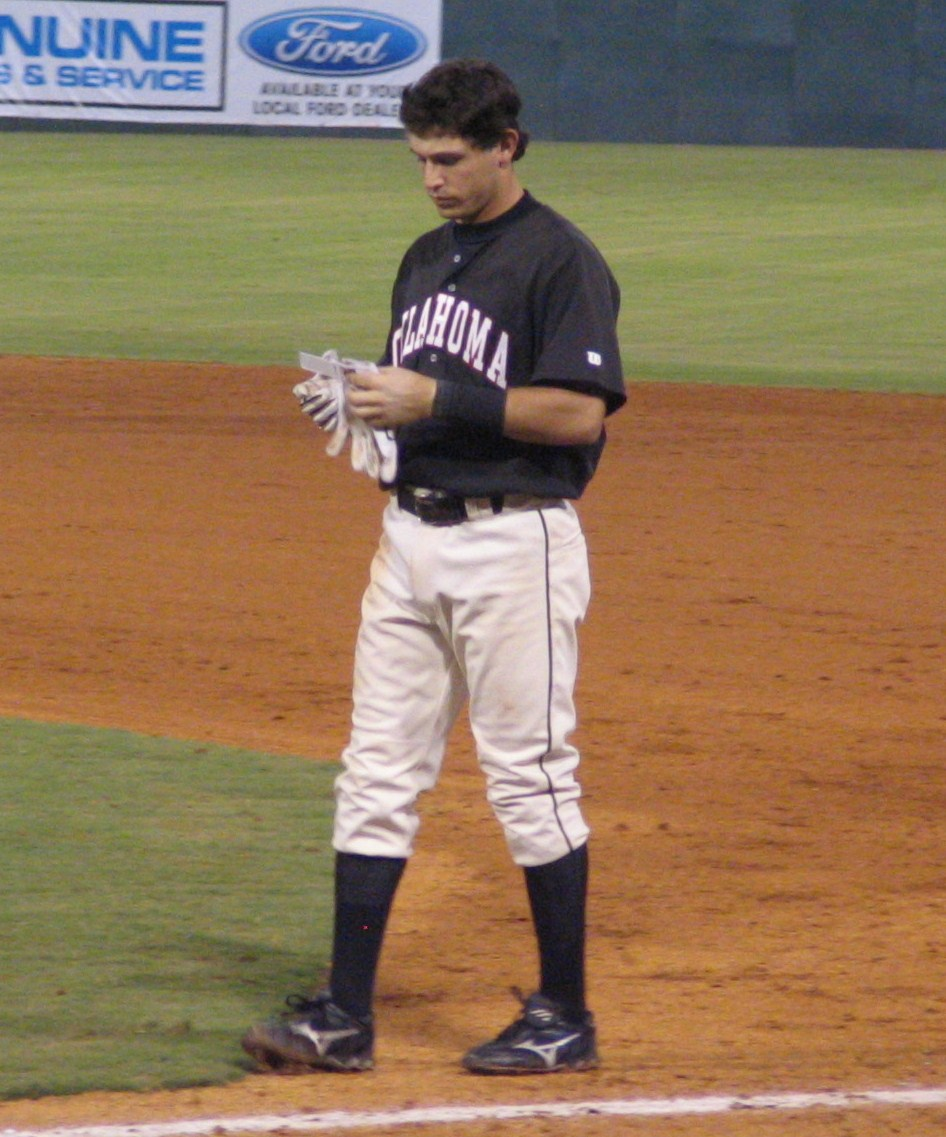
2005년 레드호크스 소속 이언 킨슬러

프랜차이즈는 1998년에 새로운 치카소 브릭타운 볼파크로 이전하고, PCL로 돌아와 팀 이름을 오클라호마 레드호크스로 변경했다. 팀 이름은 오클라호마 전역에서 흔히 볼 수 있는 맹금류인 붉은꼬리말똥가리의 이름을 따서 지어졌다. 새로운 이름을 발표할 때, 팀 관계자들은 맹금류의 4피트 날개 폭과 항상 오클라호마로 돌아오는 이동 패턴을 언급했다. 매는 또한 주 공식 노래의 일부이기도 하다.
2009년 시즌 이전에, 이 팀은 다시 한번 홈 도시의 이름을 따서 이름을 지었다. 사소한 이름 변경은 새로운 로고와 새로운 색상 구성과 함께 이루어졌다. 오클라호마시티 레드호크스로의 팀 이름 변경은 메트로폴리탄 에어리어 프로젝트 플랜 또는 MAPS에 자금을 지원하기 위한 임시 1센트 판매세로 야구장을 지불한 오클라호마시티 시민들을 기리기 위해 이루어졌다.

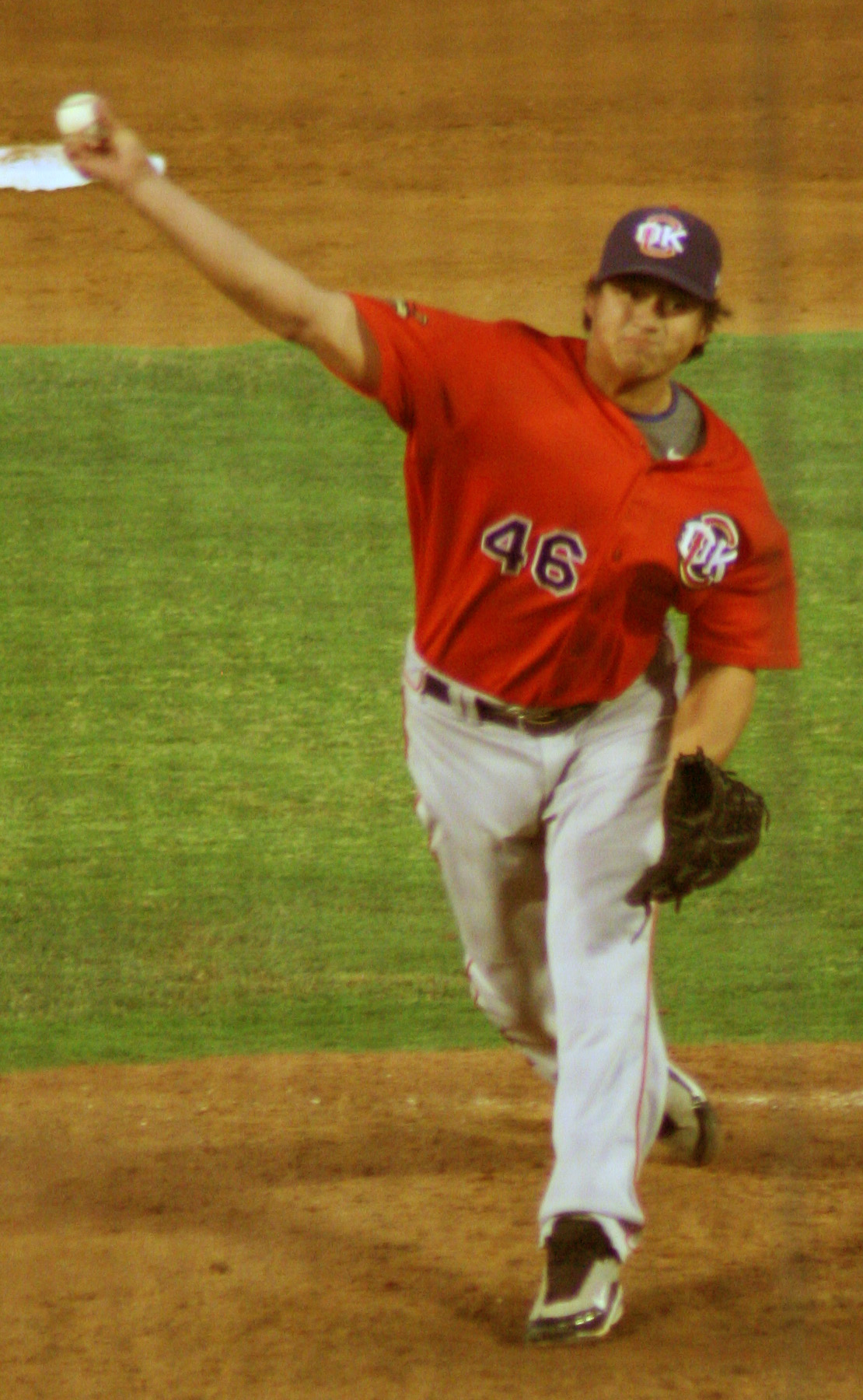
2009년 8월 14일, 루이스 멘도사가 레드호크스에서 노히터를 달성했다.

 투수 더스틴 니퍼트와 루이스 멘도사는 팀 역사상 두 번의 노히터(1998년 이후)를 기록했다. 니퍼트는 2008년 6월 29일 네브래스카주 오마하의 조니 로젠블라트 스타디움에서 오마하 로열스를 상대로 레드호크스 최초의 노히터를 기록했다. 레드호크스는 더블헤더 첫 경기인 7회 경기를 2대0으로 승리했다. 니퍼트는 2개의 볼넷을 내주고 5개의 삼진을 잡았는데, 이는 릭 헬링이 89ers에서 퍼펙트 게임을 기록한 1996년 8월 13일 이후 오클라호마시티 프로 야구 노히터였다.
멘도사는 2009년 8월 14일 브릭타운 볼파크에서 솔트레이크 비스를 상대로 팀 최초의 9회 노히터를 던졌다. 그는 125개의 투구를 했으며, 그 중 74개는 스트라이크였다. 그는 5대0 승리에서 6개의 볼넷을 내주고 6개의 삼진을 잡았다.
6명의 선수가 한 경기에서 3개의 홈런을 쳤다. 아드리안 곤살레스는 2005년 5월 24일 앨버커키에서 이 공격적인 위업을 달성한 최초의 선수가 되었다. 그는 4타수 3안타 5타점을 기록했다. 넬손 크루스의 2008년 7월 19일 멤피스를 상대로 한 3안타는 모두 홈런이었다. 그는 이 경기에서 5타수 3안타 5타점을 기록했다. 네이트 골드는 2008년 7월 28일 콜로라도스프링스에서 5타수 4안타 3홈런 4타점을 기록했다. 채드 트레이시는 2010년 6월 27일 오마하를 상대로 3개의 홈런을 쳤고, 경기에서 3타수 3안타 5타점을 기록했다. 마이크 헤스만은 2012년 6월 3일 아이오와를 상대로 4타수 4안타 3홈런을 기록했다. 맷 더피는 2014년 6월 9일 솔트레이크를 상대로 4타수 3안타 3홈런 3타점을 기록했다.
그레고리오 페티트는 2010년 6월 22일 뉴올리언스에서 이 위업을 달성한 유일한 OKC 선수가 되었다.
2010년 9월 14일, 텍사스 레인저스 구단주들은 트리플 A 계열사를 라운드 록 익스프레스 (이전에는 애스트로스의 트리플 A 계열사)로 옮길 것이라고 발표했다. 9월 15일, 레드호크스는 다른 마이너 리그 야구팀 4개를 소유하거나 운영하고 있는 맨더레이 베이스볼 프로퍼티스에 매각되었으며, 이는 연예 산업 경영자 피터 구버가 의장을 맡고 있는 맨더레이 엔터테인먼트 대기업의 일부이다. 9월 20일, 맨더레이는 레드호크스가 애스트로스의 새로운 트리플 A 계열사가 되기 위한 공식 계약을 체결했다.
앤더슨 에르난데스는 2011년 8월 2일부터 9월 2일까지 팀 역사상 가장 긴 연속 안타 기록을 세웠는데, 이 기록은 30경기 동안 지속되었다.
2013년 레드호크스는 클럽의 기록부에 여러 항목을 추가했다. 레드호크스는 2013년 8월 3일 콜로라도스프링스를 상대로 24대5로 승리하며 치카소 브릭타운 볼파크에서 한 경기 최다 득점 팀 기록을 세웠고, 전체적으로 한 경기 최다 득점 클럽 기록과 타이를 이뤘다.
2013년 팀은 또한 클럽 역사상 가장 긴 전체 및 홈 연승 기록을 세웠다. 레드호크스는 7월 26일부터 8월 6일까지 12연승을 기록했다. 그들은 7월 26일부터 8월 20일까지 치카소 브릭타운 볼파크에서 17연승을 기록하며 홈에서 계속 승리했다.

### 오클라호마시티 다저스 (2015–2023)

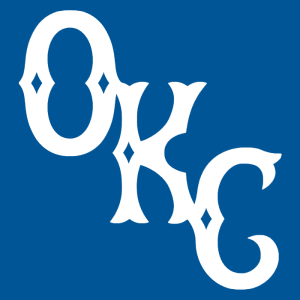
오클라호마시티 다저스 로고 (2015–2023)

2014년 시즌 후, 레드호크스는 만달라이 엔터테인먼트 회장이자 CEO인 피터 구버, 만달라이 베이스볼 프로퍼티스의 다른 현 주역들, 제이슨 슈가맨, 그리고 로스앤젤레스 다저스 간의 파트너십에 프랜차이즈 매각을 발표했다. 구매 계약의 결과로, 레드호크스는 2015년에 다저스의 트리플 A 계열팀이 되었고 모구단의 이름을 따서 오클라호마시티 다저스로 이름이 변경되었다.
2015년 OKC 다저스는 현대 시대 최다 승리 기록을 세우며, 정규 시즌을 PCL 최고 기록인 86승 58패로 마감하고 아메리칸 노던 디비전 타이틀을 획득했다. 86승 이상을 기록한 마지막 OKC 팀은 1965년 오클라호마시티 89ers (91승 54패)였다. 2015년 팀은 또한 시즌 최다 원정 승리 (44승), 최저 실점 (608점), 최저 홈런 허용 (89개) 기록을 세웠다. 이 팀은 시즌 동안 30승 이상을 기록 (85승 55패)했는데, 이는 팀이 현대 PCL 역사상 처음으로 이 기록을 달성한 것이다. OKC 다저스 감독 데이먼 베리힐은 2015년 PCL 올해의 감독으로 선정되었으며, 1999년 그렉 비아지니 이후 처음으로 이 영예를 안은 OKC 감독이 되었다.
코리 시거는 PCL 시대에 한 경기에서 6안타를 기록한 두 번째 OKC 선수가 되었는데, 그는 2015년 5월 28일 솔트레이크시티에서 홈런 1개와 2루타 2개를 포함하여 6타수 6안타를 기록했다. 시거는 6타점을 기록하고 2득점을 올렸다. 제프 픽클러는 현대 시대에 이 위업을 달성한 최초의 OKC 선수로, 2004년 6월 22일 앨버커키에서 6타수 6안타 2루타 1개, 3루타 1개, 1타점을 기록했다.
2016년 OKC 다저스는 2년 연속 80승 정규 시즌을 기록하고 2년 연속 PCL 아메리칸 노던 디비전 챔피언십을 차지했다. 그들은 2008년 이후 처음으로 PCL 챔피언십 시리즈에 진출했다.
2016년 다저스는 3.72의 팀 ERA를 기록하여 PCL 시대의 새로운 클럽 기록을 세웠고, OKC 투수진은 리그 최고 기록인 1,245개의 탈삼진을 기록하여 141경기 만에 PCL 현대 시대 탈삼진 기록을 세웠다. 다저스는 리그 최저 기록인 372개의 볼넷을 허용했는데, 이는 PCL 시대 동안 OKC 팀이 허용한 가장 적은 볼넷이기도 하다. 투수 호세 데 레온은 한 시즌에 5번의 두 자릿수 탈삼진 경기를 기록한 최초의 OKC 투수가 되었다.
기록 갱신은 2017년 OKC 다저스에서 계속되었다. 팀은 다저스 투수들이 시즌 동안 총 1,277개의 삼진을 기록하며 자신들의 삼진 기록을 경신했다.
우완 선발 투수 윌머 폰트는 트리플 A 야구에서 178개의 탈삼진을 기록하며 선두를 달렸고 OKC의 역대 단일 시즌 탈삼진 기록을 세웠다 (1998년 이후). 그는 전 다저스 선수 호세 데 레온의 클럽 기록과 동률을 이루며 10개 이상의 삼진을 기록한 5경기를 기록했다. 폰트는 5월 15일 치카소 브릭타운 볼파크에서 새크라멘토를 상대로 팀 기록인 15개의 삼진을 잡았고, PCL 올해의 투수로 선정되었다.
다저스는 2017년 6월 9일 오클라호마시티에서 라운드 록을 상대로 현대 팀 역사상 (1998년 이후) 처음으로 백투백투백 홈런을 기록했다. 1회 1아웃 상황에서 조크 피더슨, 스콧 밴 슬라이크, 윌리 칼훈이 5구 안에 각각 홈런을 쳤다.
치카소 브릭타운 볼파크 역사상 세 번째로 큰 관중이 2017년 8월 26일 오마하 스톰 체이서스를 상대로 로스앤젤레스 다저스 투수 클레이턴 커쇼의 재활 등판을 보기 위해 모였다. 13,106명의 입석 관중은 1998년 4월 18일, 즉 치카소 브릭타운 볼파크에서 열린 세 번째 경기 이후 OKC에서 가장 많은 관중이었다.
2020년 시즌 시작은 코로나19 범유행으로 인해 연기되었고, 최종적으로 6월 30일에 취소되었다. 2021년 메이저 리그 베이스볼의 마이너 리그 베이스볼 구조 조정과 관련하여 다저스는 트리플 A 웨스트로 조직되었다. 오클라호마시티는 61승 58패로 동부 디비전 공동 2위로 시즌을 마쳤다. 리그 챔피언을 결정하기 위한 플레이오프는 열리지 않았고, 대신 정규 시즌 최고 기록을 가진 팀이 우승자로 선언되었다. 그러나 시즌 초에 연기되었던 10경기가 트리플 A 파이널 스트레치라는 포스트시즌 토너먼트로 재편성되어 30개 트리플 A 클럽 모두가 가장 높은 승률을 놓고 경쟁했다. 오클라호마시티는 6승 4패로 토너먼트 공동 7위를 기록했다.
2021년 12월 14일, 오클라호마시티 다저스는 엔데버 그룹 홀딩스의 자회사인 다이아몬드 베이스볼 홀딩스에 인수되었으며, 로스앤젤레스 다저스는 모구단 계열로 남았다. 2022년, 트리플 A 웨스트는 2021년 재편성 이전 지역 서킷에서 역사적으로 사용되던 이름인 퍼시픽 코스트 리그로 알려졌다.
각 전반기와 후반기 종료 시점에 리그 전체 최고 기록을 가진 팀이 플레이오프에 진출하는 분할 시즌 형식으로 2023년에 경기를 치른 오클라호마시티는 50승 23패로 전반기 우승을 차지했다. 그들은 40승 35패로 후반기 공동 5위를 기록했다. 전체적으로 팀은 90승 58패로 리그 최고 기록을 세웠다. 후반기 우승팀인 라운드 록 익스프레스와의 단일 라운드 플레이오프에서 다저스는 2대0으로 세 번째 PCL 챔피언십에서 우승했다. 그들은 인터내셔널 리그 챔피언인 노퍽 타이즈에게 트리플 A 챔피언십에서 7대6으로 패했다.

### 오클라호마시티 베이스볼 클럽 (2024)
2023년 시즌 후, 팀 이름은 오클라호마시티 베이스볼 클럽으로 변경되었고, MLB 다저스(모구단으로 남아 있음)와 팀을 차별화할 수 있는 새롭고 독특하며 지역 지향적인 이름을 모색하는 옵션이 검토되었다. 이 클럽은 2024년 시즌 후 새로운 정체성이 발표될 때까지 이 임시 이름으로 운영되었다.

### 오클라호마시티 코메츠 (2025–현재)
2024년 시즌 후, 팀은 오클라호마 토박이 미키 맨틀의 별명인 "커머스 코메트"를 오마주하고 도시의 항공우주 산업과의 연관성을 기리기 위해 오클라호마시티 코메츠로 이름을 변경했다.

## 시즌별 기록
| 리그             | 리그 순위에서 팀의 최종 순위                  |
| 디비전           | 디비전 순위에서 팀의 최종 순위                |
| GB               | 해당 시즌 디비전에서 1위를 차지한 팀과의 승차 |
| Class champions  | 클래스 챔피언 (1962년–현재)                   |
| League champions | 리그 챔피언 (1962년–현재)                     |
| §                | 컨퍼런스 챔피언 (1998년–2020년)               |
| *                | 디비전 챔피언 (1963년–현재)                   |
| ^                | 포스트시즌 진출 (1962년–현재)                 |

| 시즌     | 리그 | 정규 시즌                   | 정규 시즌                   | 정규 시즌                   | 정규 시즌                   | 정규 시즌                   | 포스트시즌                  | 포스트시즌                  | 포스트시즌 | MLB 계열사          | Ref.             |        |
| 시즌     | 리그 | 기록                        | 승률                        | 리그                        | 디비전                      | GB                          | 기록                        | 승률                        | 결과 | MLB 계열사          | Ref.             |        |
| -------- | ---- | --------------------------- | --------------------------- | --------------------------- | --------------------------- | --------------------------- | --------------------------- | --------------------------- | --- | ------------------- | ---------------- | ------ |
| 1962     | AA   | 66–81                       | .449                        | 5위                         | —                           | 23                          | —                           | —                           | 결과 | —                   | 휴스턴 콜트 .45s | [ 45 ] |
| 1963 · * | PCL  | 84–74                       | .532                        | 2위                         | 1위                         | —                           | 4–3                         | .571                        | 서던 디비전 타이틀 획득 스포캔 인디언스를 상대로 PCL 챔피언십 4–3 승리                                                                                         | 휴스턴 콜트 .45s    | [ 47 ]           |        |
| 1964     | PCL  | 88–70                       | .557                        | 5위                         | 3위                         | 8                           | —                           | —                           | — | 휴스턴 콜트 .45s    | [ 48 ]           |        |
| 1965 · * | PCL  | 91–54                       | .628                        | 1위                         | 1위                         | —                           | 4–1                         | .800                        | 이스턴 디비전 타이틀 획득 포틀랜드 비버스를 상대로 PCL 챔피언십 4–1 승리                                                                                       | 휴스턴 애스트로스   | [ 50 ]           |        |
| 1966     | PCL  | 59–89                       | .399                        | 12위                        | 6위                         | 26+1⁄2                      | —                           | —                           | — | 휴스턴 애스트로스   | [ 51 ]           |        |
| 1967     | PCL  | 74–74                       | .500                        | 7위                         | 4위                         | 11                          | —                           | —                           | — | 휴스턴 애스트로스   | [ 52 ]           |        |
| 1968     | PCL  | 61–84                       | .421                        | 11위                        | 6위                         | 32+1⁄2                      | —                           | —                           | — | 휴스턴 애스트로스   | [ 53 ]           |        |
| 1969     | AA   | 62–78                       | .443                        | 공동 4위                    | —                           | 23                          | —                           | —                           | — | 휴스턴 애스트로스   | [ 54 ]           |        |
| 1970     | AA   | 68–71                       | .489                        | 6위                         | 3위                         | 2                           | —                           | —                           | — | 휴스턴 애스트로스   | [ 55 ]           |        |
| 1971     | AA   | 71–69                       | .507                        | 공동 3위                    | 2위                         | 2                           | —                           | —                           | — | 휴스턴 애스트로스   | [ 56 ]           |        |
| 1972     | AA   | 57–83                       | .407                        | 8위                         | 4위                         | 30                          | —                           | —                           | — | 휴스턴 애스트로스   | [ 57 ]           |        |
| 1973     | AA   | 61–74                       | .452                        | 7위                         | 3위                         | 7                           | —                           | —                           | — | 클리블랜드 가디언스 | [ 58 ]           |        |
| 1974     | AA   | 62–73                       | .459                        | 6위                         | 3위                         | 14+1⁄2                      | —                           | —                           | — | 클리블랜드 가디언스 | [ 59 ]           |        |
| 1975     | AA   | 50–86                       | .368                        | 8위                         | 4위                         | 31                          | —                           | —                           | — | 클리블랜드 가디언스 | [ 60 ]           |        |
| 1976     | AA   | 72–63                       | .533                        | 3위                         | 2위                         | 13+1⁄2                      | —                           | —                           | — | 필라델피아 필리스   | [ 61 ]           |        |
| 1977     | AA   | 70–66                       | .515                        | 공동 4위                    | 공동 2위                    | 1                           | —                           | —                           | — | 필라델피아 필리스   | [ 62 ]           |        |
| 1978     | AA   | 62–74                       | .456                        | 7위                         | 3위                         | 4+1⁄2                       | —                           | —                           | — | 필라델피아 필리스   | [ 63 ]           |        |
| 1979 *   | AA   | 72–63                       | .533                        | 3위                         | 1위                         | —                           | 2–4                         | .333                        | 서부 디비전 타이틀 획득 에반스빌 트리플렛츠를 상대로 AA 챔피언십 4–2 패배                                                                                      | 필라델피아 필리스   | [ 65 ]           |        |
| 1980     | AA   | 70–65                       | .519                        | 3위                         | 2위                         | 21+1⁄2                      | —                           | —                           | — | 필라델피아 필리스   | [ 66 ]           |        |
| 1981     | AA   | 69–67                       | .507                        | 4위                         | 3위                         | 10                          | —                           | —                           | — | 필라델피아 필리스   | [ 67 ]           |        |
| 1982     | AA   | 43–91                       | .321                        | 8위                         | 4위                         | 26+1⁄2                      | —                           | —                           | — | 필라델피아 필리스   | [ 68 ]           |        |
| 1983 ^   | AA   | 66–69                       | .489                        | 4위                         | 2위                         | 7+1⁄2                       | 2–3                         | .400                        | 루이빌 레드버즈를 상대로 준결승전 3–2 패배 | 텍사스 레인저스     | [ 70 ]           |        |
| 1984     | AA   | 70–84                       | .455                        | 7위                         | —                           | 21                          | —                           | —                           | — | 텍사스 레인저스     | [ 71 ]           |        |
| 1985 *   | AA   | 79–63                       | .556                        | 1위                         | 1위                         | —                           | 1–4                         | .250                        | 서부 디비전 타이틀 획득 루이빌 레드버즈를 상대로 AA 챔피언십 4–1 패배                                                                                          | 텍사스 레인저스     | [ 73 ]           |        |
| 1986     | AA   | 63–79                       | .444                        | 8위                         | 4위                         | 13                          | —                           | —                           | — | 텍사스 레인저스     | [ 74 ]           |        |
| 1987 ^   | AA   | 69–71                       | .493                        | 4위                         | —                           | 10                          | 2–3                         | .400                        | 덴버 제피어스를 상대로 준결승전 3–2 패배 | 텍사스 레인저스     | [ 76 ]           |        |
| 1988     | AA   | 67–74                       | .475                        | 7위                         | 4위                         | 13+1⁄2                      | —                           | —                           | — | 텍사스 레인저스     | [ 77 ]           |        |
| 1989     | AA   | 59–86                       | .407                        | 8위                         | 4위                         | 14+1⁄2                      | —                           | —                           | — | 텍사스 레인저스     | [ 78 ]           |        |
| 1990     | AA   | 58–87                       | .400                        | 8위                         | 4위                         | 27+1⁄2                      | —                           | —                           | — | 텍사스 레인저스     | [ 79 ]           |        |
| 1991     | AA   | 52–92                       | .361                        | 7위                         | 4위                         | 27                          | —                           | —                           | — | 텍사스 레인저스     | [ 80 ]           |        |
| 1992 · * | AA   | 74–70                       | .514                        | 3위                         | 1위                         | —                           | 4–0                         | 1.000                       | 서부 디비전 타이틀 획득 버펄로 바이슨스를 상대로 AA 챔피언십 4–0 승리                                                                                          | 텍사스 레인저스     | [ 82 ]           |        |
| 1993     | AA   | 54–90                       | .375                        | 8위                         | 4위                         | 31                          | —                           | —                           | — | 텍사스 레인저스     | [ 83 ]           |        |
| 1994     | AA   | 61–83                       | .424                        | 7위                         | —                           | 25+1⁄2                      | —                           | —                           | — | 텍사스 레인저스     | [ 84 ]           |        |
| 1995     | AA   | 54–89                       | .378                        | 8위                         | —                           | 33+1⁄2                      | —                           | —                           | — | 텍사스 레인저스     | [ 85 ]           |        |
| 1996 · ^ | AA   | 74–70                       | .514                        | 5위                         | 2위                         | 5                           | 6–2                         | .750                        | 오마하 로열스를 상대로 준결승전 3–1 승리 인디애나폴리스 인디언스를 상대로 AA 챔피언십 3–1 승리                                                                 | 텍사스 레인저스     | [ 87 ]           |        |
| 1997     | AA   | 61–82                       | .427                        | 6위                         | 3위                         | 13                          | —                           | —                           | — | 텍사스 레인저스     | [ 88 ]           |        |
| 1998     | PCL  | 74–70                       | .514                        | 공동 9위                    | 공동 2위                    | 3                           | —                           | —                           | — | 텍사스 레인저스     | [ 89 ]           |        |
| 1999 * § | PCL  | 83–59                       | .585                        | 2위                         | 1위                         | —                           | 4–4                         | .500                        | 아메리칸 컨퍼런스 이스턴 디비전 타이틀 획득 오마하 골든 스파이크스를 상대로 아메리칸 컨퍼런스 타이틀 3–1 승리 밴쿠버 캐나디안스를 상대로 PCL 챔피언십 3–1 패배 | 텍사스 레인저스     | [ 91 ]           |        |
| 2000     | PCL  | 69–74                       | .483                        | 8위                         | 2위                         | 13+1⁄2                      | —                           | —                           | — | 텍사스 레인저스     | [ 92 ]           |        |
| 2001     | PCL  | 74–69                       | .517                        | 6위                         | 2위                         | 10                          | —                           | —                           | — | 텍사스 레인저스     | [ 93 ]           |        |
| 2002 *   | PCL  | 75–69                       | .521                        | 공동 5위                    | 공동 1위                    | —                           | 0–3                         | .000                        | 아메리칸 컨퍼런스 이스턴 디비전 타이틀 획득 솔트레이크 스팅어스를 상대로 아메리칸 컨퍼런스 타이틀 3–0 패배                                                     | 텍사스 레인저스     | [ 95 ]           |        |
| 2003     | PCL  | 70–72                       | .493                        | 공동 8위                    | 공동 2위                    | 10+1⁄2                      | —                           | —                           | — | 텍사스 레인저스     | [ 96 ]           |        |
| 2004 *   | PCL  | 81–63                       | .563                        | 2위                         | 1위                         | —                           | 2–3                         | .400                        | 아메리칸 컨퍼런스 이스턴 디비전 타이틀 획득 아이오와 컵스를 상대로 아메리칸 컨퍼런스 타이틀 3–2 패배                                                           | 텍사스 레인저스     | [ 98 ]           |        |
| 2005 *   | PCL  | 80–63                       | .559                        | 1위                         | 1위                         | —                           | 2–3                         | .400                        | 아메리칸 컨퍼런스 서던 디비전 타이틀 획득 내슈빌 사운즈를 상대로 아메리칸 컨퍼런스 타이틀 3–2 패배                                                             | 텍사스 레인저스     | [ 99 ]           |        |
| 2006     | PCL  | 74–70                       | .514                        | 공동 7위                    | 2위                         | 11                          | —                           | —                           | — | 텍사스 레인저스     | [ 100 ]          |        |
| 2007     | PCL  | 71–72                       | .497                        | 10위                        | 3위                         | 3+1⁄2                       | —                           | —                           | — | 텍사스 레인저스     | [ 101 ]          |        |
| 2008 * § | PCL  | 78–68                       | .528                        | 공동 5위                    | 1위                         | —                           | 4–5                         | .444                        | 아메리칸 컨퍼런스 서던 디비전 타이틀 획득 아이오와 컵스를 상대로 아메리칸 컨퍼런스 타이틀 3–2 승리 새크라멘토 리버 캣츠를 상대로 PCL 챔피언십 3–1 패배         | 텍사스 레인저스     | [ 102 ]          |        |
| 2009     | PCL  | 69–75                       | .479                        | 12위                        | 2위                         | 11                          | —                           | —                           | — | 텍사스 레인저스     | [ 103 ]          |        |
| 2010 *   | PCL  | 73–70                       | .510                        | 8위                         | 1위                         | —                           | 0–3                         | .000                        | 아메리칸 컨퍼런스 서던 디비전 타이틀 획득 멤피스 레드버즈를 상대로 아메리칸 컨퍼런스 타이틀 3–0 패배                                                           | 텍사스 레인저스     | [ 104 ]          |        |
| 2011     | PCL  | 68–75                       | .476                        | 11위                        | 4위                         | 18+1⁄2                      | —                           | —                           | — | 휴스턴 애스트로스   | [ 105 ]          |        |
| 2012     | PCL  | 78–65                       | .545                        | 6위                         | 2위                         | 1+1⁄2                       | —                           | —                           | — | 휴스턴 애스트로스   | [ 106 ]          |        |
| 2013 *   | PCL  | 82–62                       | .569                        | 1위                         | 1위                         | —                           | 0–3                         | .000                        | 아메리칸 컨퍼런스 서던 디비전 타이틀 획득 오마하 스톰 체이서스를 상대로 아메리칸 컨퍼런스 타이틀 3–0 패배                                                      | 휴스턴 애스트로스   | [ 107 ]          |        |
| 2014     | PCL  | 74–70                       | .514                        | 공동 7위                    | 공동 2위                    | 2+1⁄2                       | —                           | —                           | — | 휴스턴 애스트로스   | [ 108 ]          |        |
| 2015 *   | PCL  | 86–58                       | .597                        | 1위                         | 1위                         | —                           | 0–3                         | .000                        | 아메리칸 컨퍼런스 노던 디비전 타이틀 획득 라운드 록 익스프레스를 상대로 아메리칸 컨퍼런스 타이틀 3–0 패배                                                      | 로스앤젤레스 다저스 | [ 109 ]          |        |
| 2016 * § | PCL  | 81–60                       | .574                        | 2위                         | 1위                         | —                           | 4–5                         | .444                        | 아메리칸 컨퍼런스 노던 디비전 타이틀 획득 내슈빌 사운즈를 상대로 아메리칸 컨퍼런스 타이틀 3–2 승리 엘 파소 치와와스를 상대로 PCL 챔피언십 3–1 패배             | 로스앤젤레스 다저스 | [ 110 ]          |        |
| 2017     | PCL  | 72–69                       | .511                        | 6위                         | 2위                         | 10                          | —                           | —                           | — | 로스앤젤레스 다저스 | [ 111 ]          |        |
| 2018 *   | PCL  | 75–65                       | .536                        | 4위                         | 1위                         | —                           | 1–3                         | .250                        | 아메리칸 컨퍼런스 노던 디비전 타이틀 획득 멤피스 레드버즈를 상대로 아메리칸 컨퍼런스 타이틀 3–1 패배                                                           | 로스앤젤레스 다저스 | [ 112 ]          |        |
| 2019     | PCL  | 62–77                       | .446                        | 12위                        | 4위                         | 21+1⁄2                      | —                           | —                           | — | 로스앤젤레스 다저스 | [ 113 ]          |        |
| 2020     | PCL  | 시즌 취소 (코로나19 범유행) | 시즌 취소 (코로나19 범유행) | 시즌 취소 (코로나19 범유행) | 시즌 취소 (코로나19 범유행) | 시즌 취소 (코로나19 범유행) | 시즌 취소 (코로나19 범유행) | 시즌 취소 (코로나19 범유행) | 시즌 취소 (코로나19 범유행) | 로스앤젤레스 다저스 | [ 114 ]          |        |
| 2021     | AAAW | 61–58                       | .513                        | 공동 5위                    | 공동 2위                    | 9+1⁄2                       | 6–4                         | .600                        | 라스베이거스 에이비에이터스를 상대로 3–2 승리 엘 파소 치와와스를 상대로 3–2 승리 트리플 A 파이널 스트레치 공동 7위                                             | 로스앤젤레스 다저스 | [ 34 ]           |        |
| 2022     | PCL  | 84–66                       | .560                        | 3위                         | 2위                         | 1                           | —                           | —                           | — | 로스앤젤레스 다저스 | [ 115 ]          |        |
| 2023 ^ † | PCL  | 90–66                       | .608                        | 1위                         | 1위                         | —                           | 2–1                         | .667                        | 전반기 타이틀 획득 라운드 록 익스프레스를 상대로 PCL 챔피언십 2–0 승리 노퍽 타이즈를 상대로 트리플 A 챔피언십 1–0 패배                                         | 로스앤젤레스 다저스 | [ 40 ]           |        |
| 2024     | PCL  | 79–71                       | .527                        | 5위                         | 2위                         | 14+1⁄2                      | —                           | —                           | — | 로스앤젤레스 다저스 | [ 116 ]          |        |
| 총계     | —    | 4,336–4,494                 | .491                        | —                           | —                           | —                           | 50–60                       | .455                        | — | —                   | —                |        |

## 주목할 만한 선수
- 짐 에이커, 투수
- 에디 알바레스, 2루수
- 코디 벨린저, 외야수/1루수
- 행크 블레이록, 3루수/1루수
- 스티브 부에켈레, 3루수
- 말런 버드, 외야수
- 워커 뷸러, 투수
- 프란시스코 코데로, 투수
- 칼 크로퍼드, 좌익수
- 넬손 크루스, 외야수
- 크리스 데이비스, 1루수
- 더그 데이비스, 투수
- R. A. 디키, 투수
- 저스틴 듀치셔러, 투수
- 스콧 펠드먼, 투수
- 네프탈리 펠리스, 투수
- 아드리안 곤살레스, 1루수
- 후안 곤살레스, 외야수/지명 타자
- 트래비스 해프너, 1루수/지명 타자
- 맷 해리슨, 투수
- 게이브 캐플러, 외야수
- 댈러스 카이클, 투수
- 이언 킨슬러, 2루수
- 대니 콜브, 투수
- 듀안 퀴퍼, 2루수
- 제럴드 레어드, 포수
- 잭 리, 선발 투수
- 라이언 루드윅, 외야수
- 릭 매닝, 중견수
- J. D. 마르티네스, 외야수
- 미치 모어랜드, 1루수/외야수
- 맥스 먼시, 3루수
- 제프 뉴먼, 포수
- 알렉시 오간도, 투수
- 카를로스 페냐, 1루수
- J. R. 리처드, 선발 투수
- 자로드 살타라마키아, 포수
- 라인 샌드버그, 2루수
- 코리 시거, 유격수
- 루벤 시에라, 외야수
- 저스틴 스모크, 1루수
- 새미 소사, 외야수
- 조지 스프링어, 외야수
- 에딘손 볼케스, 투수
- C. J. 윌슨, 투수
- 마이클 영, 내야수
- 조시 자이드, 투수

## 라디오 및 아나운서
오클라호마시티 코메츠는 모든 경기를 라디오로 중계하며, 일부는 KGHM (AM) 1340 The Game에서, 일부 선택된 경기는 (College Football과의 중계 충돌 시에도 KGHM (AM) 1340 The Game에서 중계) KREF-FM 94.7 The REF에서 중계되며, MiLB.TV에서 생중계되고 밸리 라이브 앱에서 무료로 스트리밍된다. 2018년 시즌에만 일부 선택된 경기는 2018년 6월 15일 솔트레이크 비스와의 경기부터 Cox Cable Oklahoma 채널 703의 YurView Oklahoma에서 지역적으로 중계되었고, Cox 디지털 HD 채널 1333 또는 1334에서 동시 중계되었다 (지역 고등학교 미식축구와의 일정 충돌 시). 이는 주요 라디오 아나운서이자 OKC 다저스의 목소리인 알렉스 프리드먼의 라디오 플레이바이플레이 동시 중계를 특징으로 한다. 2024 시즌부터는 모든 일요일 홈 경기가 Cox Cable Oklahoma 채널 11의 KOCB에서 지역적으로 중계된다.
오클라호마시티 코메츠의 현재 주요 라디오 중계자는 알렉스 프리드먼이다 (2012년 초–현재). 프리드먼은 2012년 시즌 시작 시 (시즌 첫 홈 경기 시작 시) 라디오 중계자 J.P. 샤드릭과 함께 컬러 해설자로 시작했지만, 샤드릭이 NFL의 잭슨빌 재규어스에 취직하기 위해 물러난 후 (시즌 첫 원정 경기 시작 시) 주요 중계자 자리를 맡았다. 대타 중계자(알렉스 프리드먼 부재 시)는 KGHM (AM) 1340 The Game/뉴스-라디오 1000 KTOK-AM 스포츠 디렉터인 랜디 레너였다.
이 팀은 수년 동안 여러 라디오 플레이바이플레이 중계자를 배출했으며, 그 중 일부는 메이저 리그 수준으로 진출했다.
- 커트 가우디 (1940년대 후반): 뉴욕 양키스, 보스턴 레드삭스, MLB on NBC, MLB on CBS 라디오의 중계자로 활동; 포드 C. 프릭상 수상자
- 밥 머피 (1949–1952): 나중에 보스턴 레드삭스, 볼티모어 오리올스, 뉴욕 메츠, MLB on CBS 라디오, 더 베이스볼 네트워크에서 중계; 포드 C. 프릭상 수상자
- 드웨인 스타츠 (1973–1974): 나중에 휴스턴 애스트로스, 시카고 컵스, 뉴욕 양키스, 더 베이스볼 네트워크, MLB on ESPN, 탬파베이 레이스, MLB on 폭스에서 활동
- 마이크 네일 (1975–1979): 그는 나중에 에디 서튼과 놀란 리처드슨 감독 아래 아칸소 레이저백스 농구팀의 목소리가 되었다.
- 존 루니 (1980–82): 나중에 MLB on CBS 라디오, 미네소타 트윈스, 시카고 화이트삭스, 더 베이스볼 네트워크, MLB on 폭스, MLB on ESPN 라디오, 세인트루이스 카디널스에서 활동했다.
- 브라이언 반하트 (1989–94): 로스앤젤레스 에인절스의 중계자, 또한 오클라호마시티 블레이저스 하키팀의 대체 중계자로도 활동했다 (1992–1993).
- 조 심슨 (1985): 시애틀 매리너스, 애틀랜타 브레이브스, TBS 슈퍼스테이션, MLB on TBS에서 활동했다.
- 잭 댐릴 (1995–1999): 오클라호마시티 NBC 계열 KFOR-TV 뉴스 채널 4의 주말 스포츠 앵커로 일하기 위해 떠났고, 오클라호마 대학교의 야구와 여자 농구팀을 모두 중계했다. 나중에 2014년 창단 시즌에만 USL의 OKC 에너지 FC의 라디오 목소리로 활동했다. 현재는 오클라호마 턴파이크 공사의 대변인으로 미디어 관계에서 일하고 있다.
- 짐 바이어스 (1998년 컬러 해설자; 1999년 7월–2002년 및 2004년–2010년 메인 중계자): 2003년에 레드호크스를 떠나 노먼, 오클라호마의 KREF-1400 AM에서 지역 스포츠 토크쇼를 진행했지만 2004년에 팀으로 돌아왔다. 그는 또한 오클라호마시티의 경마장인 레밍턴 파크의 아나운서로도 활동했으며 (1988년–1999년 초), 오클라호마시티 블레이저스의 대타에서 풀타임 중계자 (2005년–2009년)로 활동했고, 털사 오일러스 (1996년–1999년), 위치토 선더 (2003년 초 원정 경기 한정 대타), 오클라호마 대학교의 여자 농구 (2001년–2002년) 및 남자 야구팀 (2003년–2004년 초) 중계자로 활동했으며, 2010년부터 2015년까지 아메리칸 하키 리그의 오클라호마시티 배런스의 목소리였으며, 이 팀은 해체되어 베이커즈필드로 이전하여 베이커즈필드 콘도스가 되었다. 2015년 가을에만 바이어스는 KGHM (AM) 1340 또는 자매 방송국 KTOK-AM에서 방송되는 주간 지역 고등학교 미식축구 하이라이트 쇼인 Friday Night Finals의 공동 진행자였으며, 고등학교 미식축구 시즌 동안 주 전역의 경기 점수와 결과를 선보였다. 바이어스는 또한 1992년부터 1995년까지 센트럴 하키 리그에서 라인맨으로 활동했다. 바이어스는 현재 댈러스-포트워스 광역권의 론 스타 파크에서 트랙 아나운서로 활동하고 있다 (2015년–현재).
- 데이브 개럿 (2003): NFL의 댈러스 카우보이스 (1995년–1998년, 제30회 슈퍼볼 포함) 및 뉴올리언스 세인츠 (1992년–1993년)의 전 라디오 중계자, 1986년부터 1987년까지 WKY-AM의 스포츠 디렉터였고 1987년부터 1992년까지 오클라호마시티의 자매 방송국 KTOK-AM의 스포츠 토크쇼 진행자였으며, 오클라호마 주립 카우보이스 미식축구 경기의 대타 플레이바이플레이 중계자로도 활동했고, 오클라호마 주립 농구의 스팟 플레이바이플레이를 담당했으며, 고등학교 챔피언십 및 올스타 게임과 오클라호마 미식축구 경기를 오클라호마 뉴스 네트워크에서 중계했다. 그는 나중에 오럴 로버츠 대학교의 남자 및 여자 농구팀의 목소리로 활동했다 (1999년–2004년). 2003년 후반에 개럿은 전 중계자 짐 바이어스를 다시 데려오기 위해 2004년 시즌에는 레드호크스에 돌아오지 말아 달라는 요청을 받았다. 개럿은 2004년부터 2005년까지 KREF-1400 AM에서 일했다 (짐 바이어스와의 소위 직업 교환). 2006년에는 KTOK-AM 및 새로운 자매 방송국 KGHM (AM) 1340 The Game의 스포츠 디렉터로 돌아왔고, 2005년 가을에는 KGHM (AM) 1340 또는 자매 방송국 KTOK-AM에서 방송되는 주간 지역 고등학교 미식축구 하이라이트 쇼인 Friday Night Finals의 공동 진행자였으며, 고등학교 미식축구 시즌 동안 주 전역의 경기 점수와 결과를 선보였다. 그는 또한 1340 The Game에서 주중 오후 스포츠 쇼를 진행했으며, 방송국 스포츠 디렉터로서의 업무에 집중하기 위해 몇 달 동안 쇼를 잠시 중단했다가 다시 쇼를 진행했고, 클리어 채널 커뮤니케이션즈의 전국적인 인원 감축의 일환으로 해고될 때까지 진행했다. 그는 또한 KRXO-107.7 FM에서 "DG on the Radio"라는 지역 쇼를 진행했으며 (2013년–2018년), 2001년까지 웨스트우드 원 라디오의 내셔널 풋볼 리그 중계를 담당했다. 개럿은 현재 센트럴 오클라호마 대학교 브론코스 미식축구 및 남자/여자 농구팀의 목소리로 활동하고 있다 (2007년–현재).
- J.P. 샤드릭 (2011년–2012년 4월 초): 잭슨빌 선즈 야구팀의 플레이바이플레이 목소리였다. 2012년 4월 초, 샤드릭은 2012년 시즌 첫 홈 경기 후 잭슨빌 재규어스에 취직하기 위해 레드호크스를 떠났다. 현재 샤드릭은 NFL의 잭슨빌 재규어스의 중계팀의 일원으로 프리게임 및 포스트게임 쇼의 진행자, 가끔씩의 사이드라인 리포터, 그리고 재규어스 주간 하이라이트 쇼의 진행자 중 한 명이다.